# アトランタ・マルタ

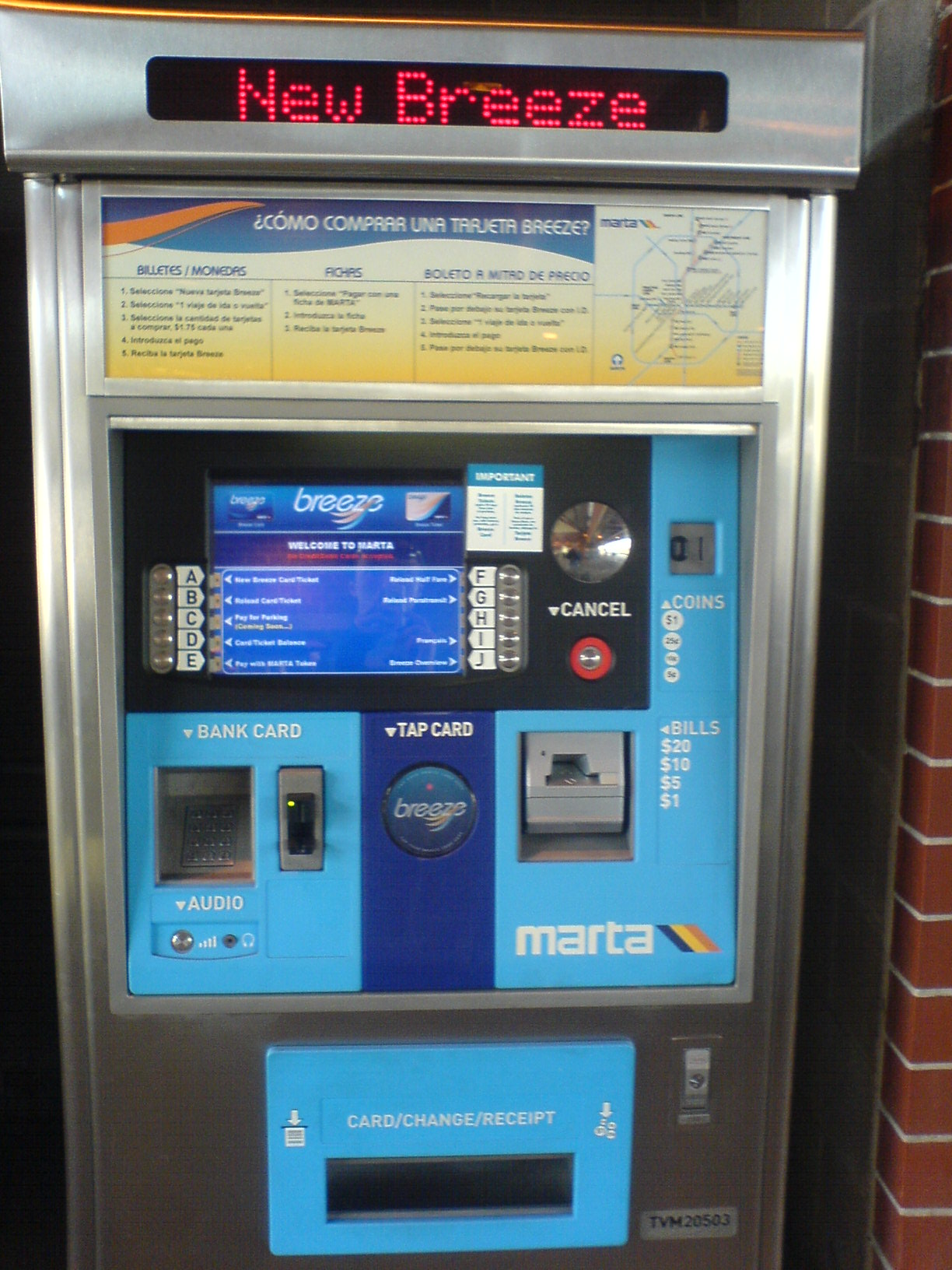
自動切符販売機。

アトランタ・マルタは、アメリカ合衆国・ジョージア州の州都、アトランタ市と周辺の都市圏を中心に地下鉄、路面電車（ライトレール）及び多数のバス路線を展開する公共交通ネットワークである。正式名称は、アトランタ都市圏高速交通局（Metropolitan Atlanta Rapid Transit Authority）だが、その略称からマルタ（MARTA）と呼ばれている。鉄道・バスあわせた1日の利用者数は43万2000人（2014年）。

## 歴史
1971年に地下鉄路線網の建設がアトランタ市と周辺都市圏の間で決定された後、1975年に工事が開始された。最初の路線であるイースト・ウェスト線（Georgia State駅～Avondale駅間）が、1979年に開通した後、20年をかけて現在の路線網が構築された。全路線の全長は、79.2kmで、38の駅数を抱える。現在のところ、延伸計画は発表されていないが、すでにマルタ内部で延伸計画の策定が進んでおり、近い将来に計画の発表がなされる予定である。

## 地下鉄

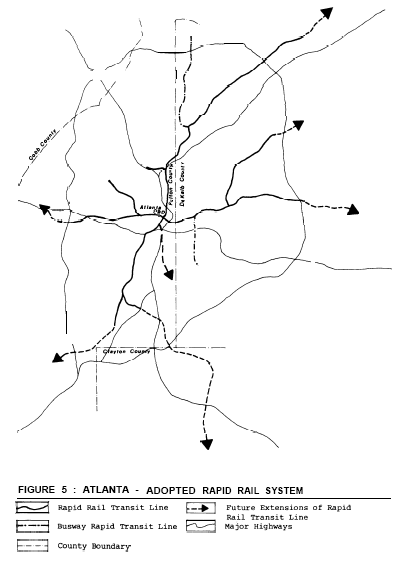
将来の延伸部分も含めた路線化の図。

現在、以下の路線が運行されており、アトランタ市中心部のファイブ・ポインツ駅で乗換が可能となっている。
- ブルーライン：ハミルトン・E・ホームズ～インディアン・クリーク間

- グリーンライン：バンクヘッド～アシュビー（アシュビー駅でブルーラインに直通運転）
- レッドライン：ノース・スプリングス～エアポート
- ゴールドライン：ドラビル～リンドバーグ・センター間（リンドバーグ・センター駅でレッドラインに直通運転）

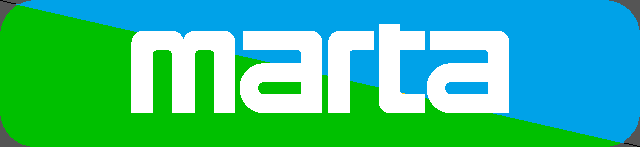
イースト・ウェスト線の案内サイン。

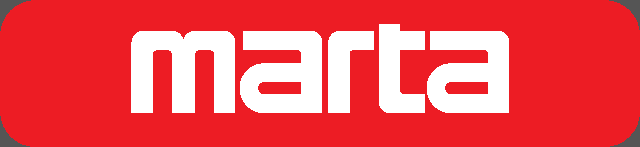
ノース・サウス線の案内サイン。

## 路面電車
アトランタ・ストリートカーと呼ばれる路面電車の運営を行っている。この路面電車は運転開始時はアトランタ市が運営していたが、2018年6月1日よりマルタに運営が移管された。

## 運賃
地下鉄の運賃は距離によらず一律2.5ドル。65歳以上、障害者及びメディケア加入者は1ドルに割引。身長46インチ以下の子供は無料。このほか10回乗車券（25ドル）、20回乗車券（42.5ドル）、1日乗り放題（9ドル）なども発売されている。
ブリーズカード（Breeze card）というICカードシステムが2006年9月から導入されており、カードの購入に2ドルかかる。
路面電車の運賃は距離によらず一律1ドル。